# ضبر عربي
ضبر عربي (الاسم العلمي:Dobera arabica) هو نوع غير مؤكد من النباتات يتبع جنس الضبر من الفصيلة الأراكية.